# Hanches
Pour l’article homonyme, voir Hanche (anatomie).
Hanches est une commune française située dans le département d'Eure-et-Loir en région Centre-Val de Loire.

## Géographie

### Situation
La commune de Hanches est située dans la plaine de Beauce, entre Épernon et Maintenon, à 16 km au sud-ouest de Rambouillet.

Situation géographique
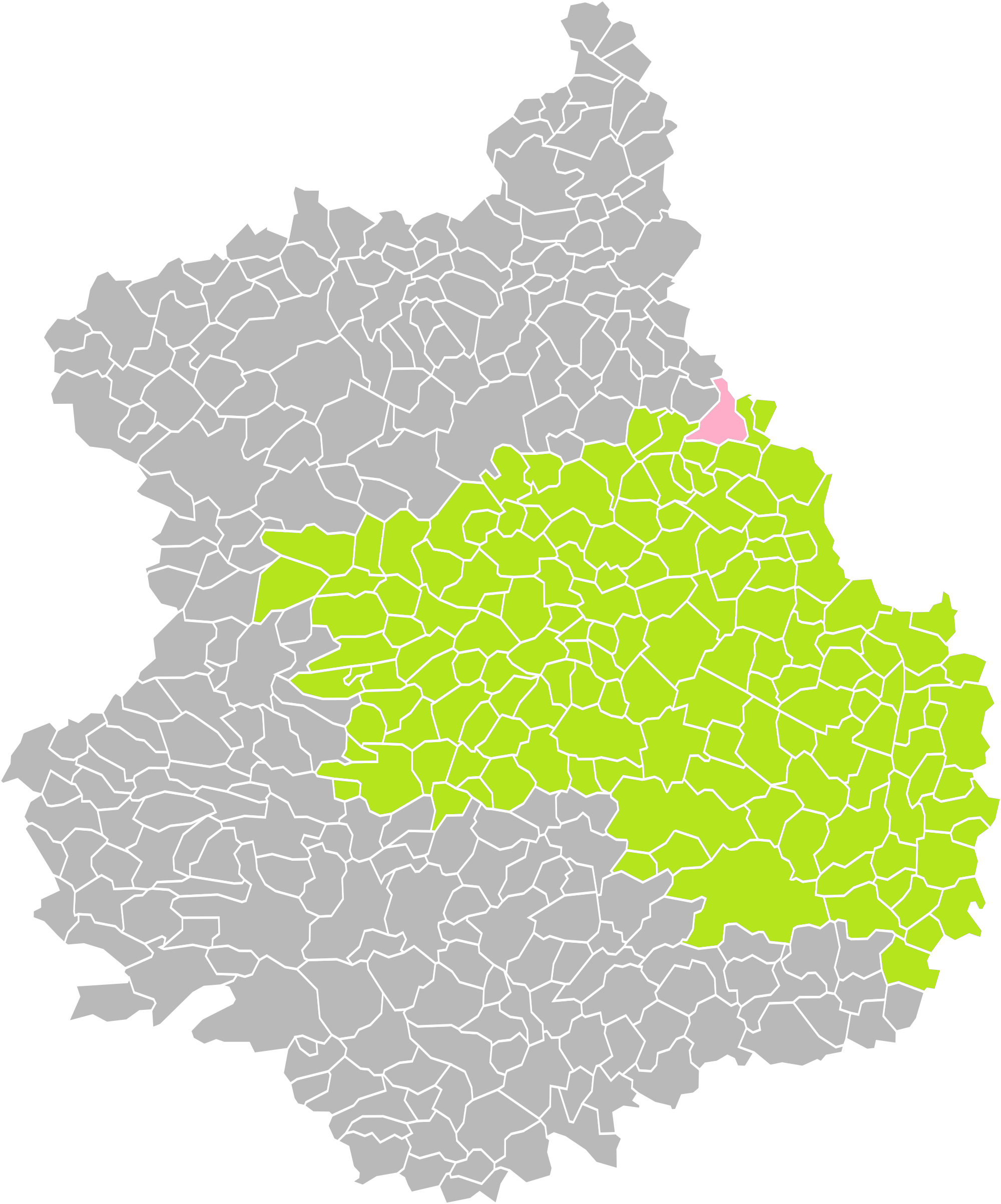
Hanches dans son arrondissement.
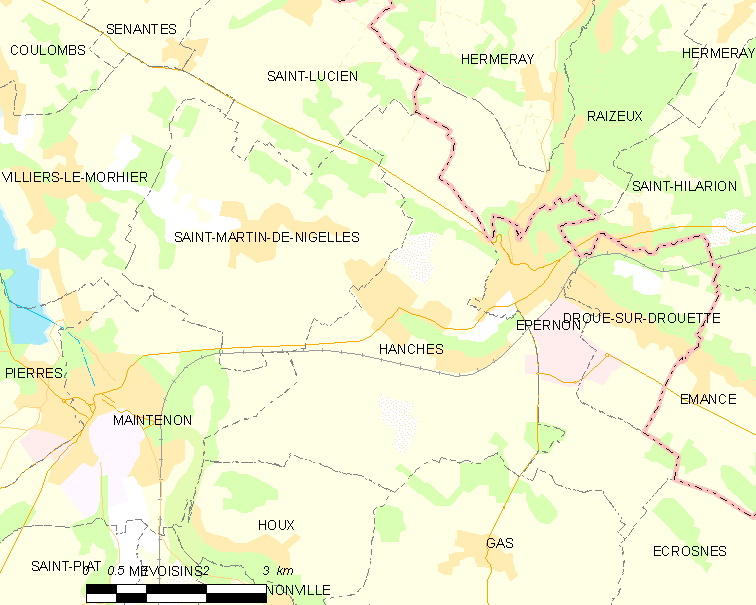
Carte de la commune de Hanches, 2002.

### Communes, département et région limitrophes
La commune est limitrophe du département des Yvelines et de la région Île-de-France.
| Saint-Lucien             |         | Raizeux (Yvelines) |
| Saint-Martin-de-Nigelles | Hanches | Épernon            |
| Maintenon                | Houx    | Gas                |

### Hydrographie
La commune est arrosée par la Drouette, affluent en rive droite de l'Eure.

### Transports et voies de communications

#### Bus
La commune est desservie par la ligne 89 du réseau de bus Centre et Sud Yvelines. Elle est également desservie par les lignes 23 A et 23 B  du Réseau de mobilité interurbaine (Rémi) qui dessert la gare et le collège d'Épernon.

#### Desserte ferroviaire
La commune est traversée par la ligne de Paris-Montparnasse à Brest. Les gares les plus proches sont Épernon, puis Maintenon.

### Climat
Pour des articles plus généraux, voir Climat du Centre-Val de Loire et Climat d'Eure-et-Loir.
En 2010, le climat de la commune est de type climat océanique dégradé des plaines du Centre et du Nord, selon une étude du CNRS s'appuyant sur une série de données couvrant la période 1971-2000. En 2020, Météo-France publie une typologie des climats de la France métropolitaine dans laquelle la commune est exposée à un climat océanique altéré et est dans la région climatique  Sud-ouest du bassin Parisien, caractérisée par une faible pluviométrie, notamment au printemps (120 à 150 mm) et un hiver froid (3,5 °C). 
Pour la période 1971-2000, la température annuelle moyenne est de 10,6 °C, avec une amplitude thermique annuelle de 14,7 °C. Le cumul annuel moyen de précipitations est de 628 mm, avec 10,7 jours de précipitations en janvier et 7,9 jours en juillet. Pour la période 1991-2020, la température moyenne annuelle observée sur la station météorologique de Météo-France la plus proche, sur la commune de Houx à 5 km à vol d'oiseau, est de 11,2 °C et le cumul annuel moyen de précipitations est de 622,1 mm,. Pour l'avenir, les paramètres climatiques de la commune estimés pour 2050 selon différents scénarios d'émission de gaz à effet de serre sont consultables sur un site dédié publié par Météo-France en novembre 2022.

## Urbanisme

### Typologie
Au 1er janvier 2024, Hanches est catégorisée petite ville, selon la nouvelle grille communale de densité à 7 niveaux définie par l'Insee en 2022.
Elle appartient à l'unité urbaine d'Épernon, une agglomération inter-régionale dont elle est une commune de la banlieue,. Par ailleurs la commune fait partie de l'aire d'attraction de Paris, dont elle est une commune de la couronne,. 

### Occupation des sols
L'occupation des sols de la commune, telle qu'elle ressort de la base de données européenne d’occupation biophysique des sols Corine Land Cover (CLC), est marquée par l'importance des territoires agricoles (81,8 % en 2018), en diminution par rapport à 1990 (83,6 %). La répartition détaillée en 2018 est la suivante : 
terres arables (76,1 %), zones urbanisées (9,2 %), forêts (8,4 %), zones agricoles hétérogènes (4,5 %), prairies (1,1 %), zones industrielles ou commerciales et réseaux de communication (0,6 %). L'évolution de l’occupation des sols de la commune et de ses infrastructures peut être observée sur les différentes représentations cartographiques du territoire : la carte de Cassini (XVIIIe siècle), la carte d'état-major (1820-1866) et les cartes ou photos aériennes de l'IGN pour la période actuelle (1950 à aujourd'hui).

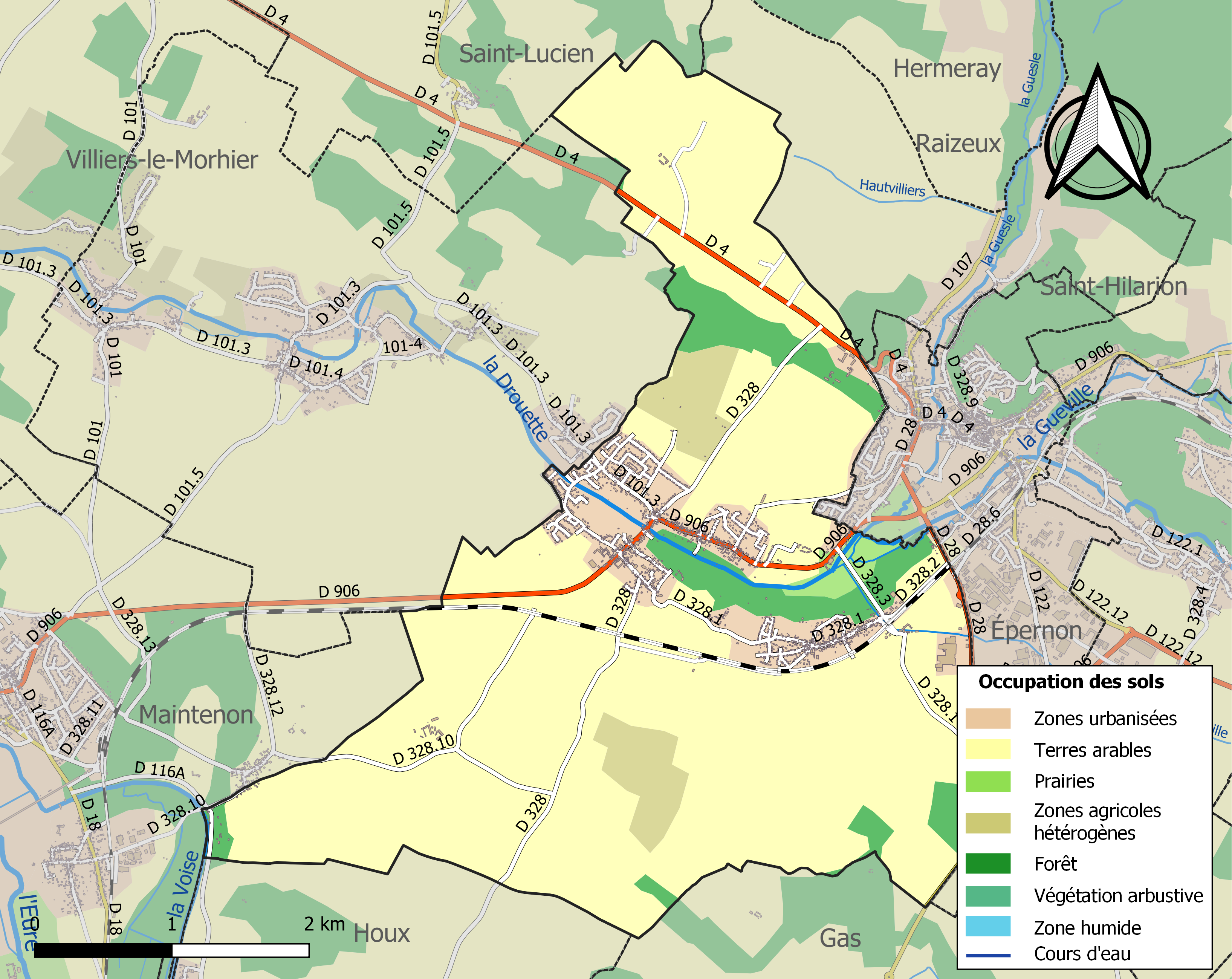
Carte des infrastructures et de l'occupation des sols de la commune en 2018 (CLC).

### Risques majeurs
Le territoire de la commune d'Hanches est vulnérable à différents aléas naturels : météorologiques (tempête, orage, neige, grand froid, canicule ou sécheresse), inondationset séisme (sismicité très faible). Il est également exposé à un risque technologique, le transport de matières dangereuses. Un site publié par le BRGM permet d'évaluer simplement et rapidement les risques d'un bien localisé soit par son adresse soit par le numéro de sa parcelle.

#### Risques naturels
Certaines parties du territoire communal sont susceptibles d’être affectées par le risque d’inondation par débordement de cours d'eau et par ruissellement et coulée de boue, notamment la Guesle et la Drouette. La commune a été reconnue en état de catastrophe naturelle au titre des dommages causés par les inondations et coulées de boue survenues en 1989, 1995, 1999 et 2016,.

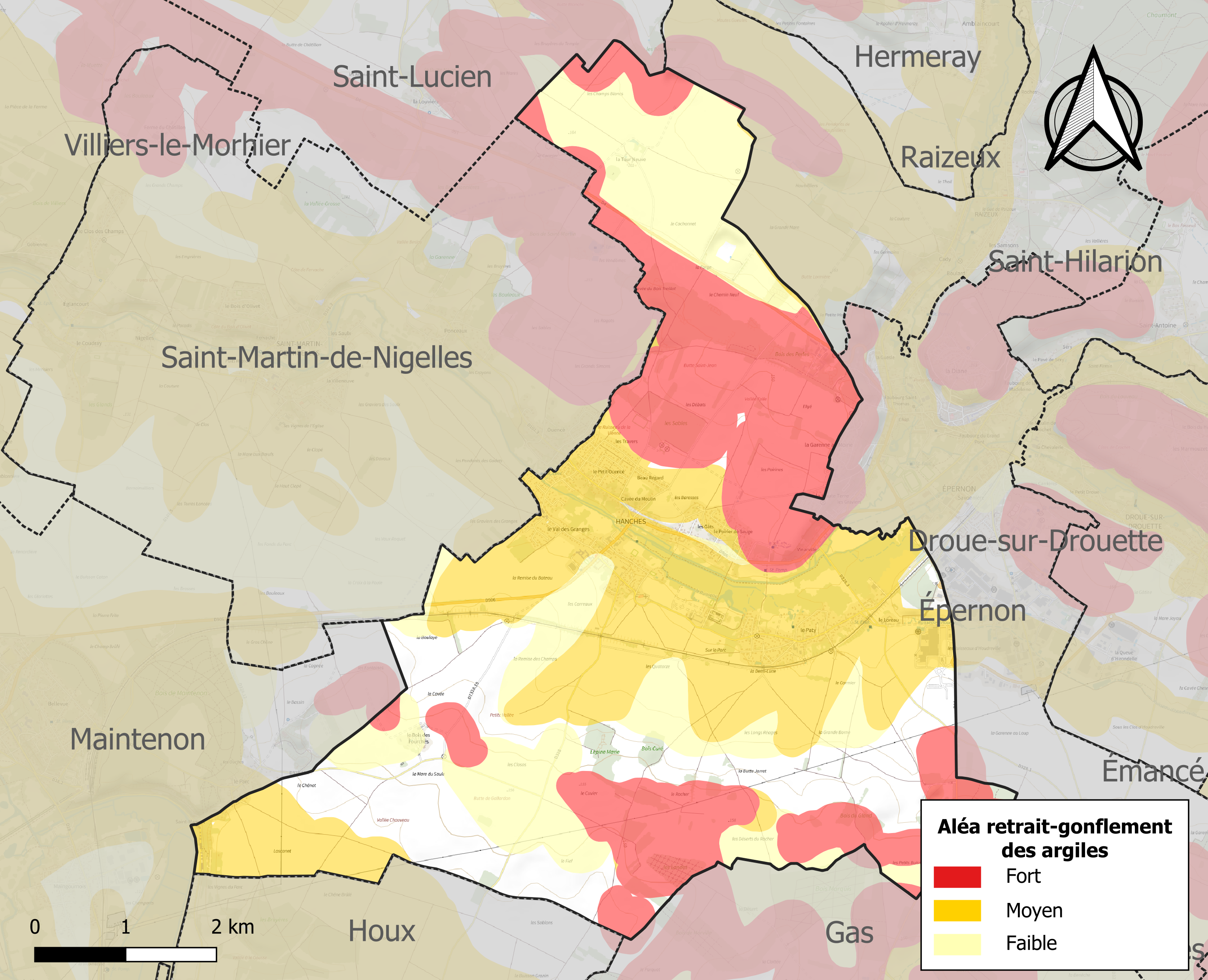
Carte des zones d'aléa retrait-gonflement des sols argileux d'Hanches.

Le retrait-gonflement des sols argileux est susceptible d'engendrer des dommages importants aux bâtiments en cas d’alternance de périodes de sécheresse et de pluie. 61 % de la superficie communale est en aléa moyen ou fort (52,8 % au niveau départemental et 48,5 % au niveau national). Sur les 1 037 bâtiments dénombrés sur la commune en 2019, 939 sont en aléa moyen ou fort, soit 91 %, à comparer aux 70 % au niveau départemental et 54 % au niveau national. Une cartographie de l'exposition du territoire national au retrait gonflement des sols argileux est disponible sur le site du BRGM,.
Concernant les mouvements de terrains, la commune a été reconnue en état de catastrophe naturelle au titre des dommages causés par des mouvements de terrain en 1999.

#### Risques technologiques
Le risque de transport de matières dangereuses sur la commune est lié à sa traversée par des infrastructures routières ou ferroviaires importantes ou la présence d'une canalisation de transport d'hydrocarbures. Un accident se produisant sur de telles infrastructures est en effet susceptible d’avoir des effets graves au bâti ou aux personnes jusqu’à 350 m, selon la nature du matériau transporté. Des dispositions d’urbanisme peuvent être préconisées en conséquence.

## Toponymie
Ancho, nom de personne d’origine germanique, et suffixe latin féminin pluriel as[réf. nécessaire].
Hanchae, 1114 (Archives départementales d'Eure-et-Loir, série H, Prieuré Saint-Thomas d’Épernon) ; Anchae, 1150 (Bibliothèque nationale de France-Manuscrit Latin 9223, Cartulaire de l'abbaye Notre-Dame de Josaphat, p. 92).

## Histoire

### Antiquité
Site de la Cavée du Moulin : époque gallo-romaine
Les premiers éléments du site sont repérés dès 1976, d'abord dans la rue René-Le Gall (D 328) au nord du bourg (et de la Drouette) où une maison est en construction. Michel Souty mène une fouille de sauvetage en 1976. Daniel Jalmain († 2014) effectue une prospection aérienne dans les environs immédiats et repère une structure qui suit le plan classique d'un fanum gallo-romain des Ier – IIe siècles de notre ère.
La commune établit dans les années 1980 un périmètre de protection sur près de 7 000 m2. Cette surface est agrandie dans les années 2000 lors du passage du POS en PLU, à la suite d'une prospection géophysique en 2006 sur les 3 ha concernés, deux campagnes de sondages en 2007 et 2008 centrées sur une zone cible : le temple.
Le fanum évoque un sanctuaire avec son plan type à double carré inscrit. Ses dimensions hors œuvre sont d'un peu plus de 12 m nord/sud sur 13 m est/ouest, avec au centre une cella d'environ 6 × 6 m et une galerie de 2 m de large au nord, ouest et sud ; sur le côté est, qui correspond vraisemblablement à l'entrée du bâtiment, l'espace est d'environ 3 m. Pour comparaison, sur le même territoire et à même époque, le fanum du sanctuaire du « vicus de la Mône » à Baudreville (40 km au sud-est) mesure moins de 10 m de côté pour une cella d'à peine plus de 4 m ; et celui des « Bois du Four à Chaux » à Bû (30 km au nord-ouest) ne dépasse pas les 11 m de côté pour une cella de 7 à 7,20 m.
Les quelques prospections suggèrent un site qui couvrirait 5 à 6 ha entre le bourg et la butte Saint-Jean,. Il est difficile de déterminer si le site correspond à un domaine agricole ou à une petite agglomération. à son époque, il dépend de Chartres / Autricum et  se trouve dans le quart nord-est du territoire des Carnutes (50 km de large, entre la cité des Éburovices à l'ouest et celle des Parisii à l'est).

### Moyen-Âge
La famille de Lestendart a été de nombreuses années seigneur de Hanches.

## Politique et administration

### Tendances politiques et résultats
Depuis 2021, la ville de Hanches expérimente une plateforme de cyberdémocratie permettant aux citoyens d'émettre des propositions et de commenter les décisions du conseil municipal via le logiciel libre WordPress.

### Liste des maires
| Période                                  | Période  | Identité          | Étiquette | Qualité           |
| ---------------------------------------- | -------- | ----------------- | --------- | ----------------- |
| Les données manquantes sont à compléter. |          |                   |           |                   |
| 1977                                     | 2001     | Roger Hénanff     | DVD       | Contrôleur fiscal |
| 2001                                     | 2020     | Claudette Ferey   | DVD       | Secrétaire        |
| 2020                                     | En cours | Jean-Pierre Ruaut |           |                   |

## Population et société

### Démographie
L'évolution du nombre d'habitants est connue à travers les recensements de la population effectués dans la commune depuis 1793. Pour les communes de moins de 10 000 habitants, une enquête de recensement portant sur toute la population est réalisée tous les cinq ans, les populations de référence des années intermédiaires étant quant à elles estimées par interpolation ou extrapolation. Pour la commune, le premier recensement exhaustif entrant dans le cadre du nouveau dispositif a été réalisé en 2004.

En 2022, la commune comptait 2 710 habitants, en évolution de +0,04 % par rapport à 2016 (Eure-et-Loir : −0,23 %, France hors Mayotte : +2,11 %).
| 1793  | 1800 | 1806 | 1821 | 1831 | 1836 | 1841 | 1846 | 1851 |
| ----- | ---- | ---- | ---- | ---- | ---- | ---- | ---- | ---- |
| 1 050 | 937  | 908  | 919  | 962  | 949  | 938  | 952  | 891  |

| 1856 | 1861 | 1866 | 1872 | 1876 | 1881 | 1886 | 1891 | 1896 |
| ---- | ---- | ---- | ---- | ---- | ---- | ---- | ---- | ---- |
| 857  | 839  | 831  | 809  | 791  | 831  | 844  | 871  | 856  |

| 1901 | 1906 | 1911 | 1921 | 1926 | 1931 | 1936 | 1946 | 1954 |
| ---- | ---- | ---- | ---- | ---- | ---- | ---- | ---- | ---- |
| 822  | 762  | 743  | 667  | 650  | 707  | 594  | 535  | 643  |

| 1962 | 1968 | 1975  | 1982  | 1990  | 1999  | 2004  | 2006  | 2009  |
| ---- | ---- | ----- | ----- | ----- | ----- | ----- | ----- | ----- |
| 644  | 709  | 1 206 | 1 524 | 2 084 | 2 313 | 2 534 | 2 619 | 2 615 |

| 2014  | 2019  | 2022  | - | - | - | - | - | - |
| ----- | ----- | ----- | - | - | - | - | - | - |
| 2 700 | 2 682 | 2 710 | - | - | - | - | - | - |

### Enseignement
- Lycée Joséphine-Baker, général, technologique et professionnel : ouverture en septembre 2023[27].

### Manifestations culturelles et festivités
Des manifestations sont organisées tout au long de l'année par le comité des fêtes de Hanches, et notamment le traditionnel vide grenier au mois de septembre.
L'Espace de vie sociale AEDAH organise la braderie et le vide couture.

## Culture locale et patrimoine

### Lieux et monuments
- L'église Saint-Germain de Hanches, XVIIe siècle, est inscrite  au titre des monuments historiques[1].

L'église Saint-Germain
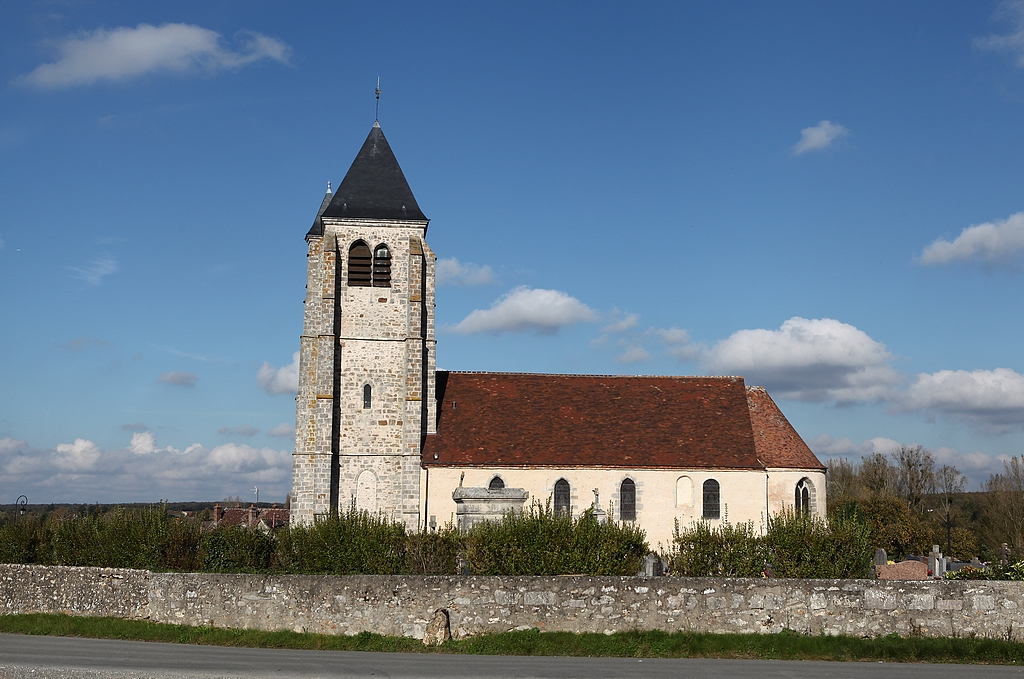
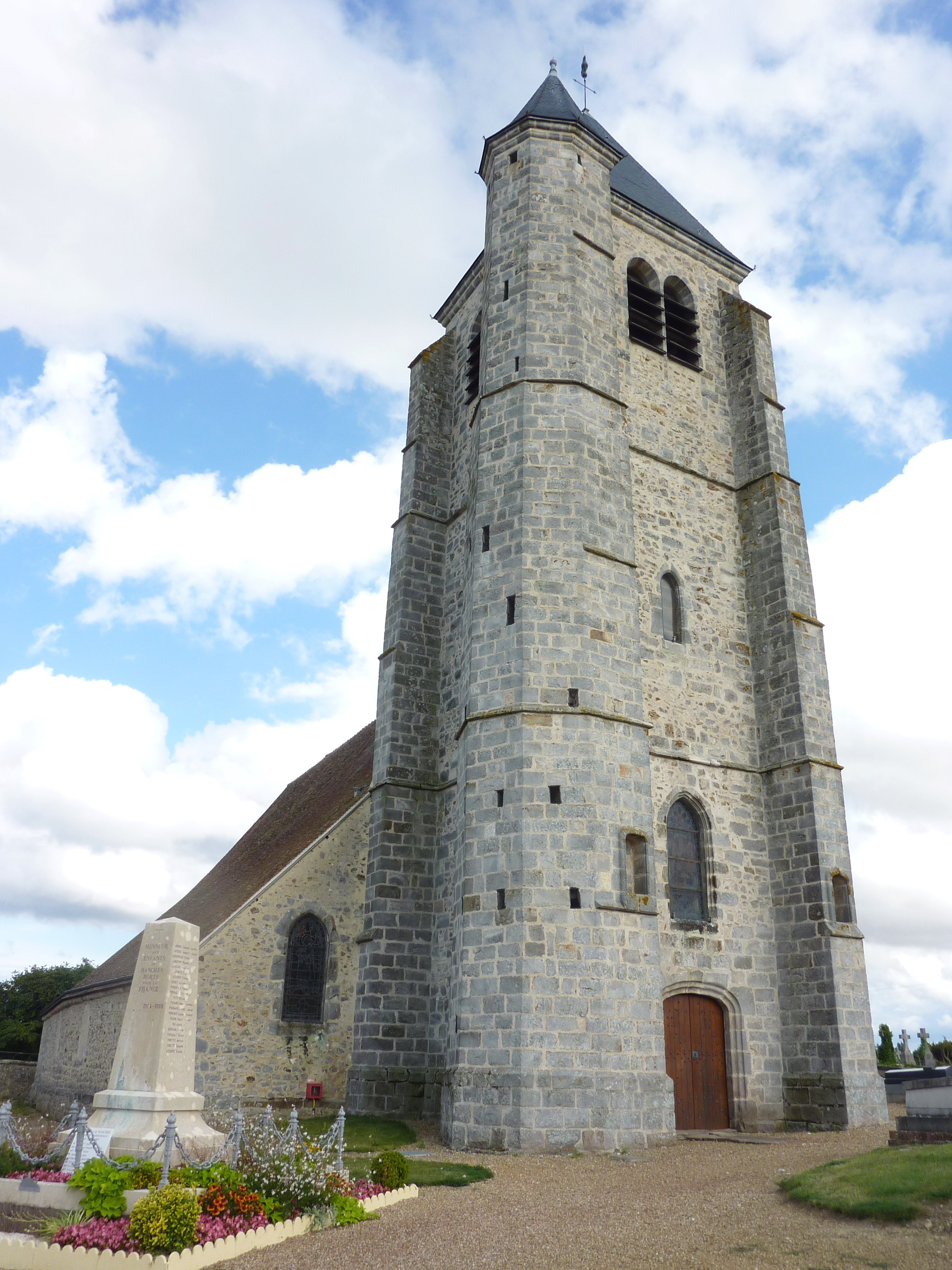
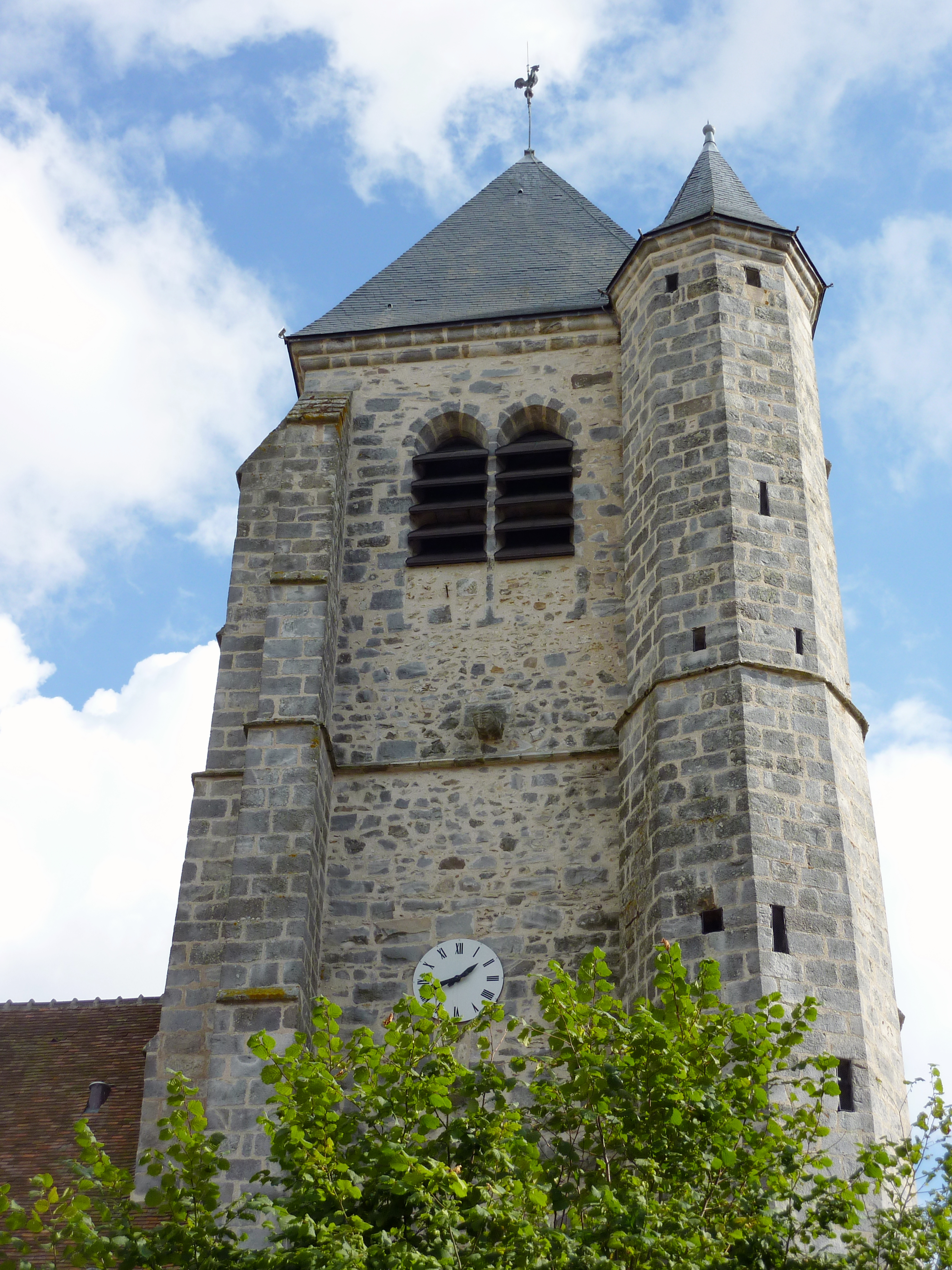
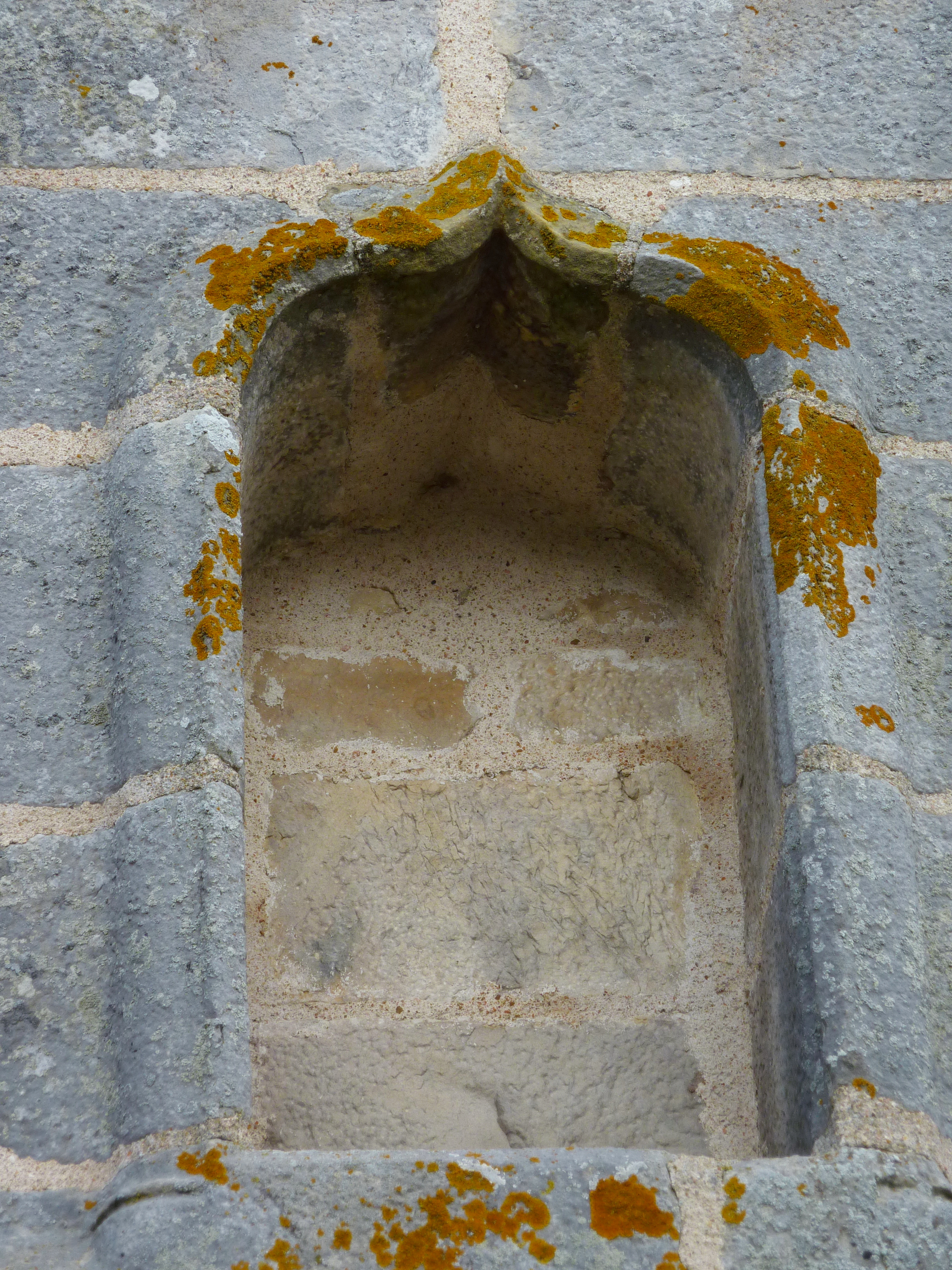
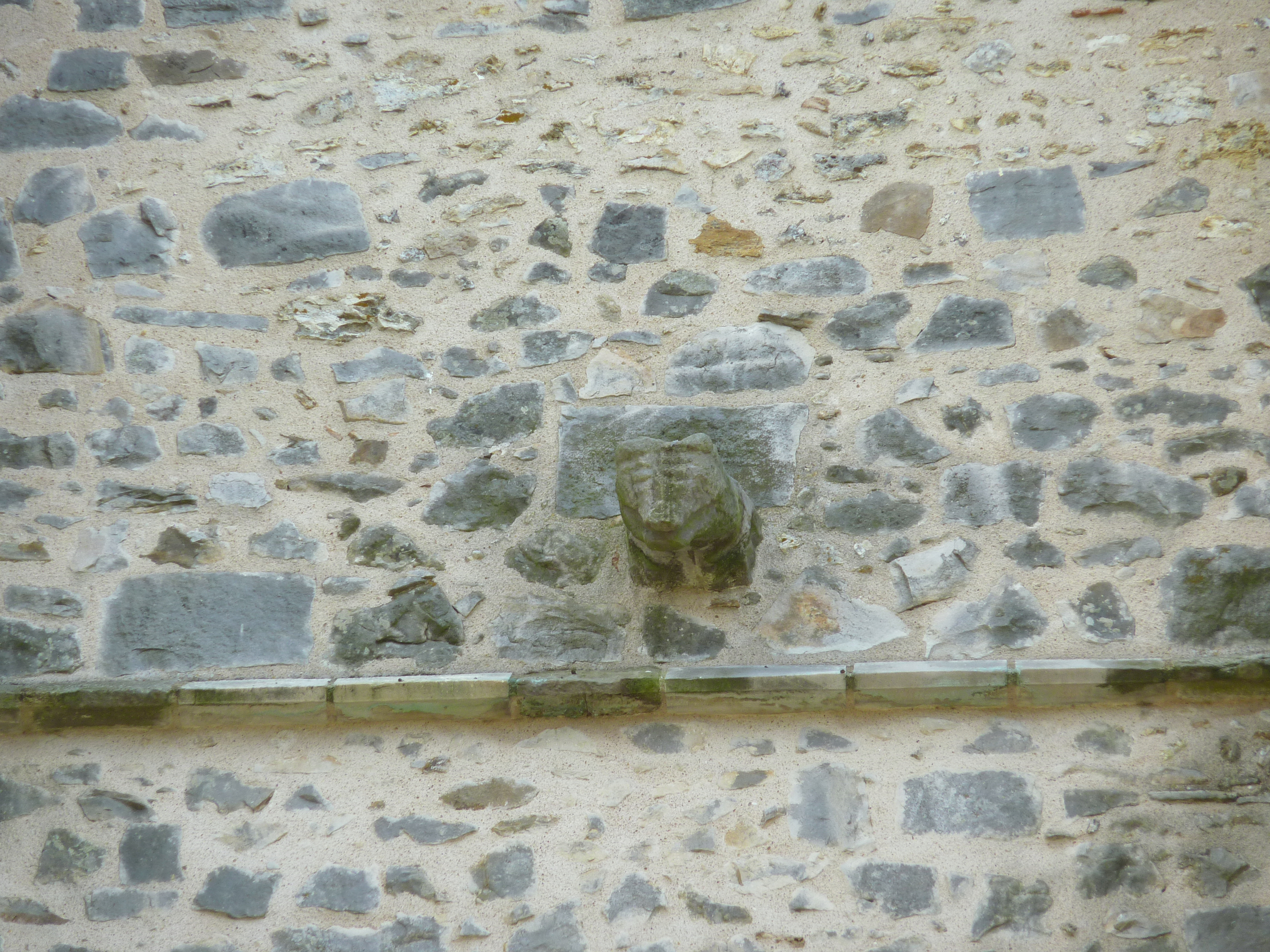

- La villa La Billardière, située au numéro 77 de la rue du même nom, est inscrite dans sa totalité en tant que monument historique depuis 2018[29],[30].

### Personnalités liées à la commune
- Septime Le Pippre (1833-1871) est un peintre, aquarelliste, militaire et agriculteur au château de Morville, maire de Hanches.
- Michel Blanc-Dumont (1948-), dessinateur et illustrateur de bandes dessinées, réside à Hanches ;
- Thierry Sabine (1949-1986), pilote de rallye y avait sa résidence secondaire et devait se marier dans la commune avant son décès[31] ;
- Francis Joyon (1956-), navigateur, natif de Hanches ;
- Philippe Quintais (1967-), champion de pétanque, ancien membre de l'A.S. Hanches (section pétanque), cofondateur de Hanches Pétanque en 2000.

### Héraldique
| Armes de Hanches | Les armes de la commune de Hanches se blasonnent ainsi : de sinople au griffon d'argent |